# Angelspit
Angelspit jest australijskim electro-industrialnym zespołem z Sydney. Zespół został założony w 2004 przez główną wokalistkę Amelię „Destroyx” Tan oraz grającego na syntezatorach Karl „ZooG” Learmonta. Ich pierwsze wydanie było niezależną EP`ką pt. „Nurse Grenade” opublikowaną na ich oficjalnej stronie internetowej. Pierwszy album studyjny, Krankhaus, został opublikowany w 2006, przez Dancing Ferret Discs. Druga płyta, Blood Death Ivory, ukazała się 8 lipca 2008. Muzyka zespołu zawiera jedyne w swoim rodzaju oraz charakterystyczne elementy horroru, gotyku, punka oraz muzyki elektronicznej jak również popu i metalu. Ich twórczość jest utrzymana w groteskowej i makabrycznej stylistyce, a tematyka tekstów obraca się między innymi wokół eksperymentów medycznych.
Angelspit koncertował przez Austalię oraz Nową Zelandię z supportem zespołów jak: Angel Theory, Ayria, Ikon, KMFDM, Tankt i The Crüxshadows. Po trasie koncertowej na wschodnim wybrzeżu Stanów Zjednoczonych w marcu 2007, zespół przeniósł się tymczasowo do Berlina, Niemczech, ale ostatnio powrócił do Sydney.
Angelspit nagrał także swój pierwszy teledysk pt. Vena Cava z albumu Krankhaus.
Angelspit uczestniczył w festiwalu Blue Moon w Newtown (Sydney) w Australii. 
Zespół wystąpił też w Polsce w 2007 roku w Bolkowie na Castle Party.

## Członkowie
DestroyX [Amelia Tan] - główny wokal, przeróbki
 
ZooG [Karl Learmont] - wokal, keyboard, syntezator, vocoder

## Współpraca
- Peter Crane – keyboard na żywo (2007)
- Roberto Massaglia – keyboard na żywo (2007)
- John Von Ahlen – technik (2007)

## Dyskografia
- Nurse Grenade (EP) (2004 i 2007)
- Krankhaus (2006)
- Surgically Atoned Limited Edition Remix Disc (2007)
- Blood Death Ivory (2008)
- Black Kingdom Red Kingdom (2009)
- Hideous and Perfect (2009)
- Larva Pupa Tank Coffin (2010)
- Carbon Beauty (2011)
- Vermin (SP) (2011)
- Hello My Name Is... (2011)
- Sweet Chemical Boy: Defibrillator Remix Competition (2012)
- Re//Fibrillator (2012)
- Angelspit Live 2009 (2013)
- The Product (2014)
- The Recall: Remix Album from The Product (2014)
- The Supplement: Bonus Remix Album From The Product (2014)
- I Know (Halloween Mix) (SP) (2014)
- Angelspit vs. The Gothsicles - Hardcore Pong (2015)
- Cult Of Fake (2016)
- Black Dog Bite (2017)
- Puncture Marks (Black Dog Bite Remix Album) (2018)
- Bang Operative (2019)